# Imaszőnyeg
Az imaszőnyeg annak a kisméretű, a muszlimok által használt szőnyegtípusnak az elnevezése, amely nem a szőnyeg fajtájára, hanem annak alaki megjelenésére utal. A muzulmánok ezen végzik a napi többszöri, Koránban előírt imát. A tükörrész a mecset mihrábját ábrázolja oszlopos vagy a nélküli stilizált formában. A legtöbb imaszőnyeg Kis-Ázsiában készült a 17-18. században, de előfordultak a Kaukázusban és a turkomán szőnyegek között is.